# Handball-Gauliga Niedersachsen
Die Handball-Gauliga Niedersachsen (ab 1939: Handball-Bereichsklasse Niedersachsen) war eine der obersten deutschen Feldhandball-Ligen in der Zeit des Nationalsozialismus. Sie bestand von 1933 bis 1942.

## Geschichte
Vorgänger der Handball-Gauliga Niedersachsen war die Norddeutsche Feldhandball-Meisterschaft, welche vom Norddeutschen Sportverband (NSV) ausgetragen wurde und dessen Sieger sich für die von der Deutsche Sportbehörde für Leichtathletik organisierte Deutsche Feldhandballmeisterschaft qualifizierte. Im Zuge der Gleichschaltung wurde der NSV und die anderen regionalen Feldhandball-Verbände in Deutschland wenige Monate nach der Machtübernahme der Nationalsozialisten im Jahre 1933 aufgelöst. An deren Stelle traten anfangs 16 Handball-Gauligen, deren Sieger sich für die nun vom Nationalsozialistischen Reichsbund für Leibesübungen organisierte Deutsche Feldhandballmeisterschaft qualifizierten. Das Verbandsgebiet des NSV wurde dabei aufgeteilt, Vereine aus dem heutigen Niedersachsen und Bremen spielten fortan in der Gauliga Niedersachsen.
Die Feldhandball-Gauliga Niedersachsen startete 1933 mit zwei Staffeln. Zur kommenden Spielzeit wurde der Spielbetrieb auf eine Gruppe mit zehn Teilnehmern verkleinert. Insgesamt sechs Mannschaften konnten sich mindestens einmal die Gaumeisterschaft sichern. Während Mitte der 1930er-Jahre Vereine aus Hannover die Gauliga dominierten, gewann nach Beginn des Zweiten Weltkrieges mit TuRa Gröpelingen ein Verein aus Bremen dreimal hintereinander die Gaumeisterschaft. Bei den Deutschen Feldhandballmeisterschaften konnten sich die Vertreter aus dem Gau Niedersachsen jedoch nie durchsetzen, in den meisten Fällen schieden die Gauvertreter aus Niedersachsen bereits in den ersten Runden aus.
1942 wurde der Sportbereich Niedersachsen kriegsbedingt aufgelöst und die Vereine den neuen, kleineren Gauligen Südhannover-Braunschweig und Weser-Ems zugeteilt.

## Meister der Handball-Gauliga Niedersachsen 1934–1942
| Saison  | Meister Gauliga Niedersachsen | Abschneiden deutsche Meisterschaft | Deutscher Meister     |
| ------- | ----------------------------- | ---------------------------------- | --------------------- |
| 1933/34 | SV Limmer 1910                | Vorrunde                           | Polizei SV Darmstadt  |
| 1934/35 | Polizei SV Hannover           | Gruppenzweiter Gruppe 2            | Polizei SV Magdeburg  |
| 1935/36 | Post SV Hannover              | Gruppendritter Gruppe 2            | MSV Hindenburg Minden |
| 1936/37 | MSV Hannover                  | Gruppendritter Gruppe 3            | MTSA Leipzig          |
| 1937/38 | Post SV Hannover              | Gruppendritter Gruppe 3            | MTSA Leipzig          |
| 1938/39 | MSV Lüneburg                  | Gruppenvierter Gruppe 2            | MTSA Leipzig          |
| 1939/40 | TuRa Gröpelingen              | Zwischenrunde                      | Lintforter SpV        |
| 1940/41 | TuRa Gröpelingen              | Ausscheidungsrunde                 | SV Polizei Hamburg    |
| 1941/42 | TuRa Gröpelingen              | Vorrunde                           | SG OrPo Magdeburg     |

## Rekordmeister
Rekordmeister der Gauliga Niedersachsen ist TuRa Gröpelingen, der die Meisterschaft insgesamt drei Mal gewinnen konnte.
|  | Verein              | Titel | Jahr             |
|  | ------------------- | ----- | ---------------- |
|  | TuRa Gröpelingen    | 3     | 1940, 1941, 1942 |
|  | Post SV Hannover    | 2     | 1936, 1938       |
|  | SV Limmer 1910      | 1     | 1934             |
|  | Polizei SV Hannover | 1     | 1935             |
|  | MSV Hannover        | 1     | 1937             |
|  | MSV Lüneburg        | 1     | 1939             |

## Tabellen

### 1933/34
Die Gauliga wurde in dieser Spielzeit in zwei Staffeln ausgetragen, deren Sieger im Finale die Gaumeisterschaft ausspielten. Abschlusstabellen der beiden Staffeln sind derzeit nicht überliefert. Da beide Staffelsieger im Finale je ein Spiel gewannen und eine Addition der Ergebnisse nicht vorgesehen war, kam es am 8. April 1934 zu einem Entscheidungsspiel.
|                | Ergebnis  |                |
| -------------- | --------- | -------------- |
| SV Limmer 1910 | 3:2       | SuS Hannover   |
| SuS Hannover   | 5:2       | SV Limmer 1910 |
| SV Limmer 1910 | 6:5 n. V. | SuS Hannover   |

### 1934/35
Folgende Abschlusstabelle ist überliefert:
| Pl. | Verein              | Sp. | S  | U | N  | Tore    | Quote | Punkte |
| --- | ------------------- | --- | -- | - | -- | ------- | ----- | ------ |
| 1.  | Polizei SV Hannover | 16  | 12 | 2 | 2  | 141:830 | 1,70  | 26:60  |
| 2.  | MTV Braunschweig    | 16  | 12 | 0 | 4  | 142:107 | 1,33  | 24:80  |
| 3.  | TSV 1887 Hannover   | 16  | 7  | 4 | 5  | 095:900 | 1,06  | 18:14  |
| 4.  | Post SV Hannover    | 16  | 8  | 2 | 6  | 101:970 | 1,04  | 18:14  |
| 5.  | TC 1892 Limmer      | 16  | 8  | 1 | 7  | 100:990 | 1,01  | 17:15  |
| 6.  | SV Limmer 1910 (M)  | 16  | 6  | 3 | 7  | 088:950 | 0,93  | 15:17  |
| 7.  | VSK Gröpelingen     | 16  | 4  | 3 | 9  | 080:111 | 0,72  | 11:21  |
| 8.  | SC Germania List    | 16  | 4  | 1 | 11 | 105:112 | 0,94  | 09:23  |
| 9.  | TK Hannover         | 16  | 2  | 2 | 12 | 088:147 | 0,60  | 06:26  |
| 10. | Hannover 96 a       | 0   | 0  | 0 | 0  | 000:000 | 1,00  | 0:0    |

| Legende |                                                           |
|         | Qualifikation Deutsche Feldhandball-Meisterschaft 1934/35 |
|         | Absteiger in die Bezirksklassen                           |
| (M)     | Titelverteidiger                                          |
| (N)     | Aufsteiger                                                |

### 1935/36
| Pl. | Verein                     | Sp.           | Tore          | Punkte        |
| --- | -------------------------- | ------------- | ------------- | ------------- |
| 1.  | Post SV Hannover           | 16            | 155:890       | 28–40         |
| 2.  | MSV Reiter 18 Hannover (N) | 16            | 131:770       | 24–80         |
| 3.  | Polizei SV Hannover (M)    | 16            | 138:114       | 20–12         |
| 4.  | MTV Braunschweig           | 16            | 150:149       | 16–16         |
| 5.  | SV Blau-Weiß Gröpelingen   | 16            | 102:119       | 15–17         |
| 6.  | SC Germania List           | 16            | 138:149       | 14–18         |
| 7.  | TC 1892 Limmer             | 16            | 112:121       | 13–19         |
| 8.  | TSV 1887 Hannover-Hainholz | 16            | 122:123       | 11–21         |
| 9.  | SV Limmer 1910             | 16            | 068:175       | 03–29         |
| 10. | MSV Harburg (N)            | zurückgezogen | zurückgezogen | zurückgezogen |

| Legende |                                                           |
|         | Qualifikation Deutsche Feldhandball-Meisterschaft 1935/36 |
|         | Absteiger                                                 |
| (M)     | Titelverteidiger                                          |
| (N)     | Aufsteiger                                                |

### 1936/37
Eine Abschlusstabelle ist nicht überliefert, folgende Mannschaften nahmen teil:
- Gaumeister
  - MSV IR 58 Hannover
- Weitere Teilnehmer
  - Post SV Hannover (M)
  - MTV Braunschweig
  - SV Blau-Weiß Gröpelingen
  - TSV 1887 Hannover-Hainholz
  - SC Germania List
  - MSV Lüneburg (N)
- Absteiger (zwei von drei diese Spielzeit, einer erst 1937/38)
  - Polizei SV Hannover
  - TC 1892 Limmer
  - MSV Wolfenbüttel (N)

### 1937/38
Eine Abschlusstabelle ist nicht überliefert, folgende Mannschaften nahmen teil:
- Gaumeister
  - Post SV Hannover
- Weitere Teilnehmer
  - MTV Braunschweig
  - SV Blau-Weiß Gröpelingen
  - MSV IR 73 Hannover (M)
  - TSV 1887 Hannover-Hainholz
  - SC Germania List
  - MSV Lüneburg
  - PSV Gneisenau Hann.-Münden (N)
- Absteiger (zwei bereits 1936/37 abgestiegen)
  - Polizei SV Hannover
  - TC 1892 Limmer
  - MSV Wolfenbüttel
  - (unbekannter Aufsteiger) (N)

### 1938/39
| Pl. | Verein                     | Sp. | Tore    | Punkte |
| --- | -------------------------- | --- | ------- | ------ |
| 1.  | MSV Lüneburg a             | 16  | 214:610 | 31–10  |
| 2.  | Post SV Hannover (M)       | 16  | 139:860 | 25–70  |
| 3.  | MSV IR 73 Hannover a       | 16  | 152:820 | 22–10  |
| 4.  | TuRa Gröpelingen           | 16  | 117:940 | 21–11  |
| 5.  | MTV Braunschweig           | 16  | 129:132 | 16–16  |
| 6.  | SV Arminia Hannover (N)    | 16  | 103:156 | 11–21  |
| 7.  | SV Limmer 1910 (N)         | 16  | 088:153 | 08–24  |
| 8.  | SC Germania List           | 16  | 081:145 | 07–25  |
| 9.  | TSV 1887 Hannover-Hainholz | 16  | 074:188 | 03–29  |

| Legende |                                                           |
|         | Qualifikation Deutsche Feldhandball-Meisterschaft 1938/39 |
|         | Absteiger                                                 |
| (M)     | Titelverteidiger                                          |
| (N)     | Aufsteiger                                                |

### 1939/40
| Pl. | Verein                   | Sp. | Tore  | Punkte |
| --- | ------------------------ | --- | ----- | ------ |
| 1.  | TuRa Gröpelingen         | 7   | 51:28 | 12–20  |
| 2.  | Post SV Hannover         | 7   | 84:32 | 12–20  |
| 3.  | Braunschweiger SV 22 (N) | 6   | 33:31 | 09–30  |
| 4.  | TV Grambke-Bremen (N)    | 5   | 25:49 | 05–50  |
| 5.  | SV Arminia Hannover      | 6   | 23:31 | 04–80  |
| 6.  | MTV Braunschweig         | 4   | 24:41 | 03–50  |
| 7.  | TSV 1874 Linden (N)      | 7   | 38:51 | 03–11  |
| 8.  | SV Limmer 1910           | 6   | 16:31 | 00–12  |

| Legende |                                                           |
|         | Qualifikation Deutsche Feldhandball-Meisterschaft 1939/40 |
|         | Absteiger                                                 |
| (M)     | Titelverteidiger                                          |
| (N)     | Aufsteiger                                                |

Entscheidungsspiel Platz 1
|                  | Ergebnis |                  |
| ---------------- | -------- | ---------------- |
| TuRa Gröpelingen | 11:80    | Post SV Hannover |

### 1940/41–1941/42
Abschlusstabellen der einzelnen Gauligaspielzeiten sind derzeit nicht überliefert.